# Јосип Земко
Јосип Земко (Суботица, 13. март 1946 — Суботица, 11. април 2017) био је југословенски фудбалер.

## Биографија
Фудбалску каријеру је започео 1959. у пионирској екипи суботичке екипе Бачка, а касније је постао првотимац Спартака. Године 1963. прелази у сарајевски Жељезничар и одиграо је 74 утакмице за тај клуб. Након тешке повреде 1965. (сломио ногу) никад није успео да се врати у форму која га је довела до дреса са државним грбом. Касније је наступао и за новосадску Војводину од 1966. до 1972. године и за то време одиграо 177 званичних утакмица.
Био је капитен омладинске репрезентације Југославије, за коју је играо 12 мечева. За А репрезентацију Југославије наступио је три пута. Дебитовао је 4. септембра 1965. против СССР-а у Москви, играо је још 19. септембра 1965. против Луксембурга и 9. октобра 1965. против репрезентације Француске у Паризу (резултат 0:1).
Играчку каријеру је завршио у свом матичном клубу ФК Бачка, а касније се посветио тренерском послу. Земко је поред Спартака и Бачке, тренирао и друге клубове широм Србије.
До последњег дана остао је веран фудбалу, а смрт га је затекла на обучавању млађих категорија Бачке из Суботице. Преминуо је 11. априла 2017. године у Суботици.